# 販妻

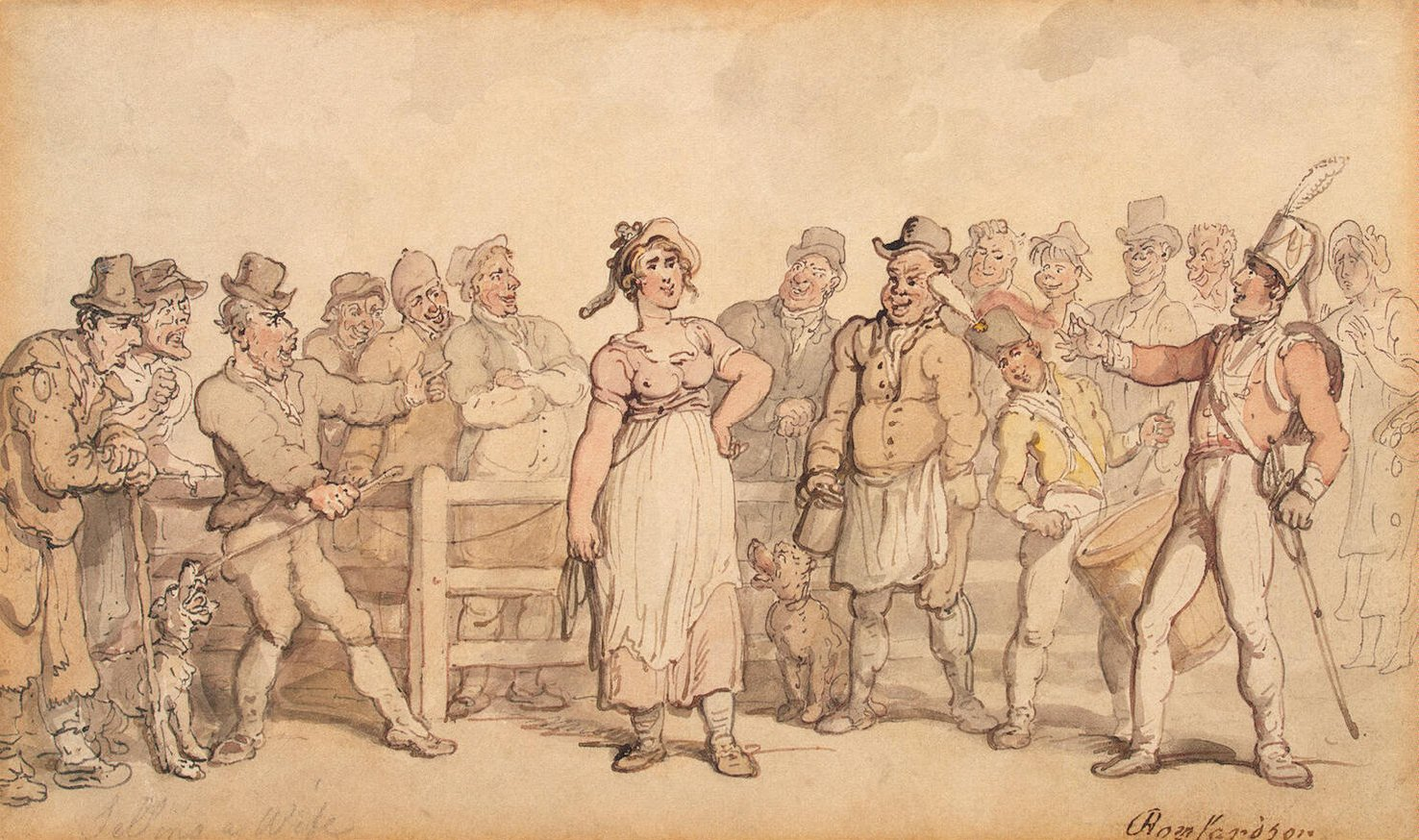
《販妻》（1812年至1814年），托馬斯·羅南森作品。這幅畫給觀眾的印象是妻子一方接受被拍賣，其笑聲暗示這是「一件和善的事」。

販妻，又稱賣妻，是指丈夫把自己的妻子出售予他人為妻。在一些父權社會中，由於男尊女卑，妻子往往被視為丈夫的財產，丈夫可以把妻子出售。販妻的現象出現於不同的東西文化當中，而其原因亦有很多，最常見是因貧窮而賣妻。有些文化中，販妻是離婚方式之一，例如17世紀末在英格蘭就有一種把妻子出售來離婚的習俗，中國古代亦有以賣妻代替休妻者。
現代大部份國家和地區都把販妻視為違法，但仍有一些國家或地區有販妻情況，例如印度近年仍有男性因貧窮或為抵債而把妻子轉賣他人。

## 英格蘭
販妻於17世紀末在英格蘭開始流行的習俗，在雙方協議的前提下結束不美滿的婚姻。在當時的英格蘭，離婚被視為有錢人的專利，一般人要申請離婚並不是一件容易的事。丈夫會替妻子在脖子、手臂或腰間綁上繮繩，然後繞場一周，公開拍賣他的妻子並以價高者得。雖然這個習俗在法律上並沒有依據，並經常導致訴訟，從19世紀中葉起當局採取模棱兩可的曖昧態度。英格蘭的販妻行為維持到20世紀初。